# Paul Hählen

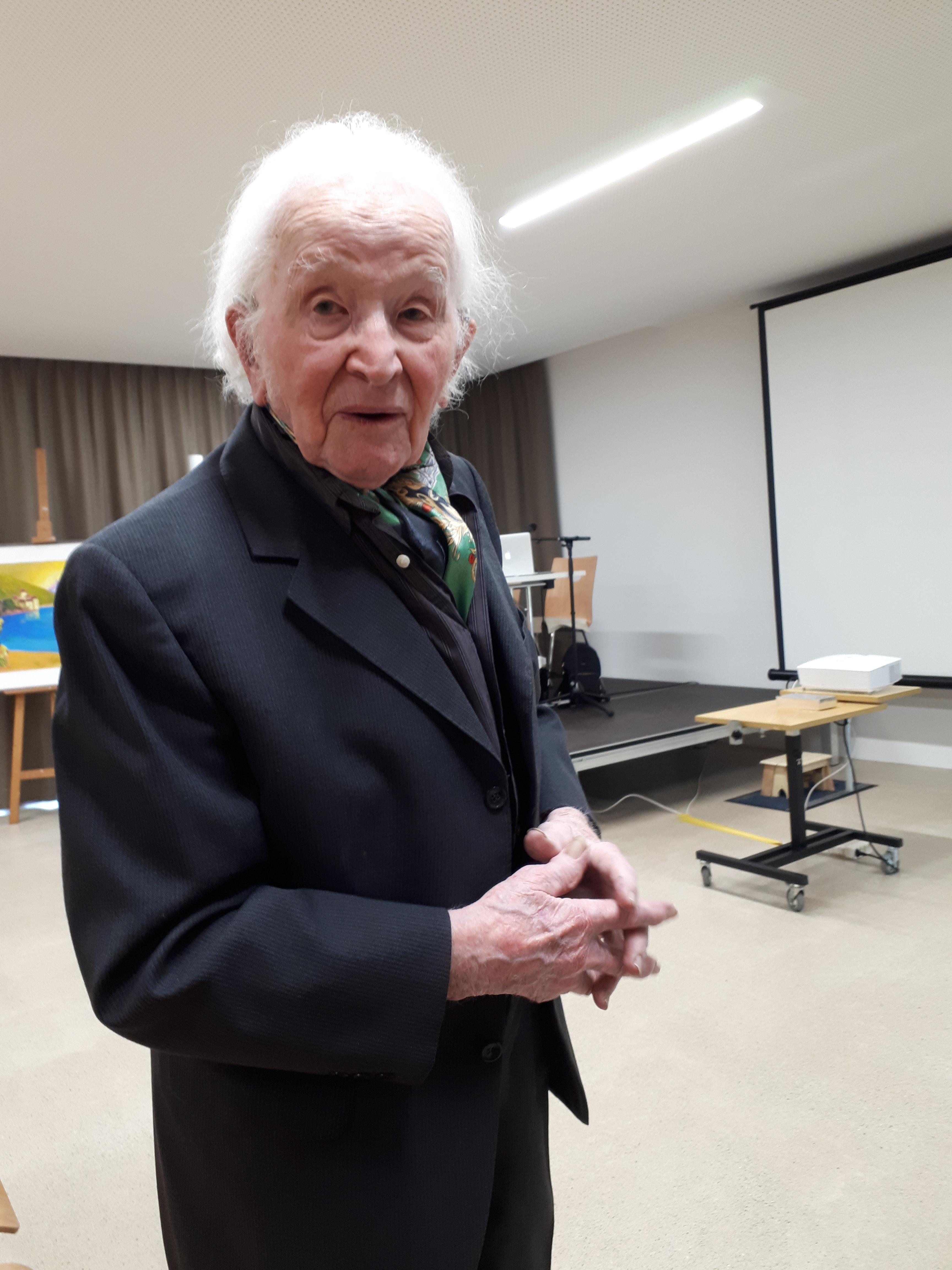

Paul Hählen (* 7. Januar 1921 in der Lenk; † 10. März 2023; heimatberechtigt in der Lenk und in Boppelsen) war ein Schweizer Maler.

## Werdegang
Paul Hählen war das siebte von zehn Kindern des Schreinermeister Gottlieb Hählen und seiner Frau Sophie. Nach der Schulzeit begann er eine
Teillehre als Hafner in Huttwil und als Schreiner beim Vater. Wegen der schlechten wirtschaftlichen Lage während des Zweiten Weltkrieges musste er zunächst verschiedene Gelegenheitsstellen annehmen.
Nach der Rekrutenschule wurde er an die Grenze in den Aktivdienst gesendet. Auf Rat einer Lehrerin nahm er an einer Aufnahmeprüfung für Hochbau im Technikum Burgdorf teil, wo er 1944 trotz Militärdienst mit Diplom abschloss. Anschliessend arbeitete er in verschiedenen Architekturbüros, meistens im Schulhausbau.
Nebenbei studierte er autodidaktisch Malerei und begann selber ab 1957 mit der Malerei. Er malte zuerst vereinfacht impressionistisch, dann expressiv, immer abstrakter.
Er unternahm Studienreisen nach New York City, Paris, Burma, Thailand und Japan und gewann einen Wettbewerbspreis der Stadt Baden AG.
Im Jahr 1946 heiratete er Erna Widler von St. Gallen. Das erste Kind starb nach kurzer Zeit, später kamen die beiden Töchter Ruth und Eva.

## Werk
Als Architekt entwarf er die Ausführungspläne für die Berufsschule Olten und übernahm die Ausführung der Schulanlage mit zwei Turnhallen in Windisch AG.
Als Maler Hählen bevorzugte Hählen ländliche Motive und starkfarbige Porträts. Später wendete er sich der abstrakten Malerei, dem Konstruktivismus und der konkreten Kunst zu.

## Ausstellungen (Auswahl)
- 2003: Zürich Kunsthalle Artefiz
- 2010: Paul Hählen, Kulturzentrum Sigristenkeller, Bülach
- 2015: New York Agora Galerie
- 2017: Montreux Art Galerie